# أوكسيريا مستديرة الأوراق
أوكسيريا مستديرة الأوراق أو حميضة مستديرة الأوراق[بحاجة لمصدر] (الاسم العلمي:Oxyria rotundifolia) هي نوع غير مؤكد من النباتات يتبع جنس الأوكسيريا من الفصيلة البطباطية. الاسم العلمي لهذا النبات مكون من كلمتين أولاهما تشير إلى الجنس الذي ينتمي إليه والثانية وهي النَعْت (بالإنجليزية: epithet) وهي كلمة مشتقة من (باللاتينية: rotundifolia) وتعني مستديرة الأوراق.